# Чемпіонат Хмельницької області з футболу 2010
Чемпіонат Хмельницької області з футболу 2010 — чемпіонат Хмельницької області з футболу, який тривав з червня по жовтень 2010 року.

## Команди-учасниці
У Чемпіонат Хмельницької області з футболу 2010 взяли участь 10 команд:
| Команда            | Місто             | Місце в попер. ч-ті |
| ------------------ | ----------------- | ------------------- |
| «Бартнік-Горинь»   | м. Ізяслав        | 6                   |
| «Енергетик»        | м. Нетішин        | 7                   |
| «Енергетик-ІКВА»   | смт. Стара Синява | -                   |
| «Збруч»            | м. Волочиськ      | 1                   |
| «Поділля»          | м. Хмельницький   | -                   |
| ФК «Верест-ІНАПіК» | м. Дунаївці       | 2                   |
| ФК «Красилів»      | м. Красилів       | 3                   |
| ФК «Полонне»       | м. Полонне        | -                   |
| ФК «Славута»       | м. Славута        | 4                   |
| ФК «Темп»          | м. Шепетівка      | -                   |

## Фінальна таблиця
| М  | Команда          | І  | В  | Н | П  | РМ    | О  |
| -- | ---------------- | -- | -- | - | -- | ----- | -- |
|    | «Поділля»        | 18 | 14 | 1 | 3  | 46−24 | 43 |
|    | «Збруч»          | 18 | 13 | 4 | 1  | 39−18 | 43 |
|    | «Енергетик»      | 18 | 13 | 1 | 4  | 42−26 | 40 |
| 4  | «Бартнік-Горинь» | 18 | 11 | 0 | 7  | 30−23 | 33 |
| 5  | ФК «Темп»        | 18 | 8  | 3 | 7  | 31−24 | 27 |
| 6  | «Верест-ІНАПіК»  | 18 | 6  | 2 | 10 | 15−25 | 20 |
| 7  | «Енергетик-ІКВА» | 18 | 5  | 1 | 12 | 19−43 | 16 |
| 8  | ФК «Славута»     | 18 | 4  | 2 | 12 | 27−47 | 14 |
| 9  | ФК «Красилів»    | 18 | 4  | 2 | 12 | 19−25 | 14 |
| 10 | ФК «Полонне»     | 18 | 3  | 2 | 13 | 15−30 | 11 |

## Золотий матч
23 жовтня 2010
м. Славута Стадіон парку імені Михайлова
«Поділля» - «Збруч» 4:1